# Ponana perusana
Ponana perusana är en insektsart som beskrevs av Delong 1980. Ponana perusana ingår i släktet Ponana och familjen dvärgstritar. Inga underarter finns listade i Catalogue of Life.